# Franziska Carlsen
Franziska Antoinette Hilleborg Carlsen (13. november 1817 på Gammel Køgegård – 28. februar 1876) var en dansk historisk forfatter, søster til politikeren H.R. Carlsen.
Hun fødtes 13. november 1817 på Gammel Køgegård, hvor hendes barndomsliv også henrandt. Som voksen opholdt hun sig meget på Rønnebæksholm og i København; sine senere år tilbragte hun dels på Vallø, hvor hun var stiftsdame, dels hos broderen på Gammel Køgegård. Tidligt udvikledes hos hende sansen for livets alvor og ædlere opgaver. Det var hende magtpåliggende at gøre sig fortrolig med minderne, som knyttede sig til de steder, hun havde syntes om, hvad enten de skulle fremlokkes af almuefolks fortælling eller søges i historiens årbøger. En frugt af denne hendes syslen med fortiden var: Noget om og fra Rønnebæks Sogn og Rønnebæksholm (1861) og Efterretninger om Gammel Kjøgegaard og Omegn I-II (1876-78). Det sidste skrift nåede hun ikke selv at få udgivet, da hun døde 28. februar 1876, to dage efter at være ramt af et slagtilfælde.

## Bøger
- Carlsen, Franziska (1861). Noget om og fra Rønnebæk Sogn med Rønnebæksholm. Michaelsen og Tillge.
- Carlsen, Franziska (1876). Efterretninger om Gammelkjøgegaard og Omegn. Kbh: C. A. Reitzel.
- Carlsen, Franziska (1878). Efterretninger om Gammelkjøgegꜳrd og Omegn. Kbh.: C. A. Reitzel.